# Nancy Friday
Pour les articles homonymes, voir Friday.
Nancy Colbert Friday, née le 27 août 1933 à Pittsburgh et morte le 5 novembre 2017 à New York, est une écrivaine et essayiste américaine.
Elle a écrit sur la libération et la sexualité des femmes.

## Biographie
Née à Pittsburgh en Pennsylvanie, Nancy Friday grandit à Charleston, en Caroline du Sud, et fut scolarisée au Wellesley College dans le Massachusetts. Elle a travaillé brièvement en tant que journaliste pour l'hebdomadaire San Juan Island. Plus tard, elle travailla en tant que journaliste dans des magazines à New York, en Angleterre, en Italie et en France, avant de se tourner vers l'écriture à temps plein et de publier son premier livre, My Secret Garden (Mon jardin secret en français), en 1973. Ce livre, qui compilait des interviews de femmes discutant de leur sexualité et de leurs fantasmes, devint un best-seller, et contribua à lancer la Révolution sexuelle aux États-Unis,,.
Elle meurt le 5 novembre 2017 à New-York, à l'âge de 84 ans.

## Ouvrages
- (en) My Secret Garden: Women’s Sexual Fantasies, Simon & Schuster, 1973
- (en) Forbidden Flowers: More Women’s Sexual Fantasies, Simon & Schuster, 1975
- (en) My Mother, Myself: The Daughter’s Search for Identity, Delacorte Press, 1977
- (en) Men in Love, Men’s Sexual Fantasies: The Triumph of Love Over Rage, Dell Publishing, 1980
- (en) Jealousy, M. Evans & Co., 1985
- (en) Women on Top: How Real Life Has Changed Women’s Sexual Fantasies, Simon & Schuster, 1991
- (fr) L'Empire des Femmes : les femmes ont changé. Elles confient leurs fantasmes sexuels. Albin Michel, 1993
- (en) The Power of Beauty, HarperCollins Publishers, 1996
- (en) OuroooSex, Beauty, Power and the Need to be , HarperCollins Publishers,1999